# 聲優獎
聲優獎（聲優Awards）是日本頒發給配音員的獎項，於2006年以「外國影片播放開始50週年」為契機，為了聲優業界的發展與人才培育而設立，以一般投票為主，由聲優獎執行委員會頒獎給當年最活躍的聲優。

## 概要
聲優獎分為，根據一般投票選出的第一群，和評審委員會所表揚的第二群2個部門。
※以下的男女性別並非作品角色的性別而是聲優本身的性別

### 第一群
得獎聲優最初為8名，頒獎當日改為12名。
自第17回聲優獎起，主演、助演、新人三個獎項將男女合併為一項，不再區分性別。
主演男優、主演女優賞（各1名）
頒發給該年發表的作品中主演的聲優。
配角賞 男優、女優（各2名）（原為各1名）
頒發給該年發表的作品中為配角或助演的聲優。
新人賞 男優、女優（各2名）（原為各1名）
頒給出道5年以內，對象在期間內表現優異值得贈與新人賞的聲優。
歌唱賞（1名）
頒給以聲優的名義、或作品中角色名義，發表歌曲的聲優。
最佳主持賞（1名）
頒給以聲優的名義、或作品中角色名義，主持廣播節目、線上廣播、電視節目等媒體節目的聲優。

### 第二群
尚未決定規定的得獎人數。
特別功勞賞
頒給在外國影片等各項領域裡，長年以來活躍的已故聲優及作品。
功勞賞
頒給在外國影片等各項領域裡，長年以來活躍的聲優及作品。
synergy賞
頒給充分發揮聲優魅力的作品。
海外支持者賞
第3屆首設，頒給最受海外人士歡迎的聲優。

## 存在的問題
- 第二群獲獎者的評選方式完全不透明。
- 配角賞和新人賞由男女各一人變成各兩人的原因含糊帶過，原因為「最終評選難以進行」[1]。
- 對不在聲優正統工作範圍內的歌唱、主持人設置了獎項，同為聲優範疇中的旁白、外國電影配音、遊戲配音卻沒有獎項。
- 被批評對共同或協力舉辦的公司強行要求宣傳。

### 投票者方面
- 本應為演員和歌手的二宮和也，因一套當時還沒有公開的劇場版動畫主角的配音，而在第一次評選中入了主演、新人、歌唱、最佳主持的十名內。
- 投票者幾乎不理會新人賞「出道5年內」的規定，新人賞入選名單中有演藝經歷六年以上的。

## 得獎者
主演男優・女優賞、配角賞、新人賞的聲優名字後方括弧內記載的是得獎作品和角色名稱，歌唱賞後方括弧內記載的是歌曲名，最佳主持賞後方括弧內記載的是節目名稱。

### 第1回聲優獎得獎者
- 主演男優賞 - 福山潤（Code Geass 反叛的魯路修：魯路修）
- 主演女優賞 - 朴璐美（NANA：大崎娜娜）
- 配角賞 男優部門 - 石田彰（機動戰士GUNDAM SEED DESTINY：阿斯兰·萨拉）、宮田幸季（吉永家的石像怪：吉永和己）
- 配角賞 女優部門 - 小清水亞美（Code Geass 反叛的魯路修：卡蓮·修坦費爾特）、後藤邑子（涼宮春日的憂鬱：朝比奈實玖瑠）
- 新人賞 男優部門 - 柿原徹也（變身公主：豐實琴）、森田成一（BLEACH：黑崎一護）
- 新人賞 女優部門 - 鹿野優以（地上最強新娘：九頭龍桃子）、平野綾（涼宮春日的憂鬱：涼宮春日）
- 歌唱賞 - 水樹奈奈（Justice to Believe－WILD ARMS the Vth Vanguard）
- 最佳主持賞 - 淺野真澄（A&G 超RADIO SHOW～アニスパ!～）
- 特別功勞賞 - 富山敬
- 功勞賞 - 大平透、池田昌子、小原乃梨子、向井真理子
- synergy賞 - 神奇寶貝動畫版

※粗體是得獎者
- 主演男優賞 - 小山力也、櫻井孝宏、杉田智和、關智一、福山潤、保志總一朗、三木眞一郎、宮野真守、森田成一
- 主演女優賞 - 川澄綾子、釘宮理惠、桑島法子、坂本真綾、田中理惠、田村由香里、能登麻美子、朴璐美、平野綾、堀江由衣
- 配角賞 男優部門 - 石田彰、置鮎龍太郎、小西克幸、櫻井孝宏、杉田智和、鈴村健一、諏訪部順一、保志總一朗、宮田幸季、若本規夫
- 配角賞 女優部門 - 釘宮理惠、小清水亞美、後藤邑子、澤城美雪、田中理惠、田村由香里、豐口惠、能登麻美子、平野綾、松岡由貴
- 新人賞 男優部門 - 入野自由、小野大輔、柿原徹也、杉田智和、鈴木達央、寺島拓篤、羽多野渉、福山潤、宮野真守、森田成一
- 新人賞 女優部門 - 鹿野優以、喜多村英梨、小清水亞美、小林優、齋藤桃子、酒井香奈子、茅原實里、平野綾、牧野由依、宮崎羽衣
- 歌唱賞 - 坂本真綾、鈴木達央、諏訪部順一、高橋直純、谷山紀章、田村由香里、平野綾、SOS團（平野綾、茅原實里、後藤邑子）、堀江由衣、水樹奈奈
- 最佳主持賞 - 淺野真澄、小山力也、櫻井孝宏、鈴村健一、田村由香里、林原惠、堀江由衣、水樹奈奈、宮田幸季、柚木涼香

※粗體是得獎者
- 主演男優賞 - 石田彰、小山力也、櫻井孝宏、杉田智和、關俊彥、關智一、二宮和也、福山潤、保志總一朗、綠川光、宮野真守
- 主演女優賞 - 川澄綾子、釘宮理惠、桑島法子、坂本真綾、能登麻美子、朴璐美、林原惠、平野綾、堀江由衣、皆川純子
- 配角賞 男優部門 - 石田彰、小西克幸、子安武人、櫻井孝宏、杉田智和、鈴村健一、關智一、保志總一朗、森川智之、若本規夫
- 配角賞 女優部門 - 大原沙耶香、釘宮理惠、後藤邑子、澤城美雪、田中理惠、田村由香里、能登麻美子、朴璐美、林原惠、松岡由貴、皆川純子
- 新人賞 男優部門 - 淺沼晉太郎、入野自由、小野大輔、柿原徹也、杉田智和、二宮和也、福山潤、宮野真守
- 新人賞 女優部門 - 鹿野優以、茅原実里、喜多村英梨、小清水亞美、小林優、酒井香奈子、平野綾、牧野由依
- 歌唱賞 - 置鮎龍太郎、坂本真綾、諏訪部順一、關智一、高橋直純、谷山紀章、二宮和也、林原惠、平野綾、保志總一朗、水樹奈奈
- 最佳主持賞 - 淺野真澄、石田彰、小野坂昌也、小山力也、櫻井孝宏、關智一、田村由香里、二宮和也、林原惠、保志總一朗、柚木涼香

### 第2回聲優獎得獎者
- 主演男優賞 - 宮野真守（機動戰士GUNDAM 00：刹那・F・塞耶）
- 主演女優賞 - 平野綾（幸運☆星：泉此方）
- 配角賞 男優部門 - 小野大輔（南家三姊妹：保坂）、神谷浩史（機動戰士GUNDAM 00：提耶利亞．厄德）
- 配角賞 女優部門 - 釘宮理惠、齋賀觀月
- 新人賞 男優部門 - 羽多野涉、代永翼
- 新人賞 女優部門 - 加藤英美里、小林優
- 歌唱賞 - 平野綾、加藤英美里、福原香織、遠藤綾（拿去吧！水手服－幸運☆星）
- 最佳主持賞 - 鈴村健一
- 特別功勞賞 - 城達也
- 功勞賞 - 野澤那智、羽佐間道夫、來宮良子
- synergy賞 - 幪面超人電王
- 富山敬賞 - 古谷徹

### 第3回聲優獎得獎者
- 主演男優賞 - 神谷浩史（夏目友人帳：夏目貴志）
- 主演女優賞 - 釘宮理惠
- 配角賞 男優部門 - 井上和彦、杉田智和
- 配角賞 女優部門 - 遠藤綾、澤城美雪
- 新人賞 男優部門 - 岡本信彦、梶裕貴
- 新人賞 女優部門 - 阿澄佳奈、戶松遙
- 歌唱賞 - 中島愛（星間飛行－Macross Frontier）
- 最佳主持賞 - 神谷浩史
- 特別功勞賞 - 武藤禮子
- 功勞賞 - 內海賢二、富田耕生、永井一郎
- synergy賞 -
- 富山敬賞 - 山寺宏一
- 海外支持者賞 - 福山潤

### 第4回聲優獎得獎者
- 主演男優賞 - 小野大輔  （黑執事：賽巴斯欽·米卡艾利斯）
- 主演女優賞 - 澤城美雪
- 配角賞 男優部門 - 浪川大輔、三木眞一郎
- 配角賞 女優部門 - 井上喜久子、堀江由衣
- 新人賞 男優部門 - 阿部敦、前野智昭
- 新人賞 女優部門 - 伊藤加奈惠、豐崎愛生
- 歌唱賞 - 豐崎愛生、日笠陽子、佐藤聰美、壽美菜子、竹達彩奈（放課後TEA TIME－K-ON!）
- 最佳主持賞 - 小野坂昌也
- 特別功勞賞 - 高橋和枝
- 功勞賞 - 玄田哲章、杉山佳壽子、田中信夫
- synergy賞 - 機動戰士GUNDAM
- 富山敬賞 - 水樹奈奈
- 海外支持者賞 - 齋賀觀月
- Kid's Family賞 - 水田山葵

### 第5回聲優獎得獎者
- 主演男優賞 - 從缺
- 主演女優賞 - 豐崎愛生
- 配角賞 男優部門 - 岡本信彦、中井和哉
- 配角賞 女優部門 - 新井里美、伊藤加奈惠
- 新人賞 男優部門 - 内山昂輝
- 新人賞 女優部門 - 金元寿子、佐藤聰美
- 歌唱賞 - 茅原實里
- 最佳主持賞 - 豐崎愛生
- 特別功勞賞 - 野澤那智
- 功勞賞 - 佐佐木功、鈴木弘子、矢島正明
- synergy賞 - 名偵探柯南
- 富山敬賞 - 小山力也
- 海外支持者賞 - 澤城美雪
- Kid's Family賞 - 竹内順子
- 高橋和枝賞 - 田中真弓

### 第6回声优奖得奖者
- 主演男優賞 - 平田广明
- 主演女優賞 - 悠木碧
- 助演男優賞 - 木村良平、宫野真守
- 助演女優賞 - 加藤英美里
- 新人男優賞 - 江口拓也、松冈祯丞
- 新人女優賞 - 茅野爱衣、三上枝织
- 歌唱賞 - 寺岛拓笃、铃村健一、谷山纪章、宫野真守、诹访部顺一、下野纮（ST☆RISH - 歌之王子殿下）
- 最佳主持賞 - 井口裕香
- 特别功劳賞 - 小林修、泷口顺平、渡部猛
- 功劳賞 - 麻生美代子、肝付兼太
- synergy賞 - 闪电十一人系列
- 富山敬賞 - 堀内贤雄
- 高橋和枝賞 - 户田惠子
- Kid's Family賞 - 大谷育江
- 海外支持者賞 - 樱井孝宏
- 最多得票賞（本届新设） - 神谷浩史
- 声優Awards特別賞 - 川上伦子、

### 第7回聲優獎得獎者
- 主演男優賞 - 梶裕貴
- 主演女優賞 - 阿澄佳奈
- 助演男優賞 - 小野友樹、諏訪部順一
- 助演女優賞 - 大原沙耶香、戶松遙
- 新人男優賞 - 島崎信長、山本和臣
- 新人女優賞 - 石原夏織、大久保瑠美
- 歌唱賞 - 阿澄佳奈、松來未祐、大坪由佳（從後匍匐而來隊G - 襲來！美少女邪神）
- 最佳主持賞 - 岩田光央
- 特别功勞賞 - 青野武
- 功勞賞 - 近石真介、野澤雅子
- synergy賞 - 龍之子Production 50周年
- 富山敬賞 - 三矢雄二
- 高橋和枝賞 - 緒方惠美
- Kid's Family賞 - 田中真弓
- 最多得票賞 - 神谷浩史

### 第8回聲優獎得獎者
- 主演男優賞 - 梶裕貴
- 主演女優賞 - 佐藤利奈
- 助演男優賞 - 細谷佳正
- 助演女優賞 - 石川由依
- 新人男優賞 - 石川界人、山下大輝
- 新人女優賞 - 內田真禮
- 歌唱賞 - 宮野真守
- 特别功勞賞 - 內海賢二、來宮良子
- 功勞賞 - 山田俊司、納谷六朗
- synergy賞 - 少女&戰車
- 富山敬賞 - 三木真一郎
- 高橋和枝賞 - 三石琴乃
- Kid's Family賞 - 比嘉久美子
- 最多得票賞 - 神谷浩史
- 聲優Awards特別賞 - 麵包超人、戶田惠子、中尾隆聖

### 第9回聲優獎得獎者
- 主演男優賞 - 小野大輔
- 主演女優賞 - 神田沙也加
- 助演男優賞 - 小西克幸、森川智之
- 助演女優賞 - 澤城美雪、花澤香菜
- 新人男優賞 - 逢坂良太、齊藤壯馬、花江夏樹
- 新人女優賞 - 雨宮天、上田麗奈、洲崎绫
- 歌唱賞 - 新田惠海、南條愛乃、內田彩、三森鈴子、饭田里穗、Pile、楠田亞衣奈、久保由利香、德井青空（μ's－LoveLive!）
- 主持賞 - 小野大輔、神谷浩史
- 功勞賞 - 大竹宏、白石冬美
- synergy賞 - 妖怪手表
- 富山敬賞 - 大塚明夫
- 高橋和枝賞 - 高島雅羅
- Kid's Family賞 - 小櫻悅子
- 最多得票賞 - 神谷浩史
- 聲優Awards特別賞 - Wake Up, Girls!

### 第10回聲優獎得獎者
- 主演男優賞 - 松岡禎丞
- 主演女優賞 - 水瀨祈
- 助演男優賞 - 鈴村健一、細谷佳正
- 助演女優賞 - 伊藤靜、早見沙織
- 新人男優賞 - 梅原裕一郎、武內駿輔、村瀨步
- 新人女優賞 - 上坂堇、高橋李依、田中愛美
- 歌唱賞 - 山北早紀、芹澤優、茜屋日海夏、若井友希、久保田未夢、澀谷梓希（i☆Ris）
- 主持賞 - 鈴村健一
- 功勞賞 - 千千松幸子、中村正、野村道子
- 特別功勞賞 - 小川真司、愛川欽也、西本裕行、瀧田裕介、齊藤瑞樹、白川澄子、立壁和也、松来未祐
- synergy賞 - 櫻桃小丸子、TARAKO
- 富山敬賞 - 森久保祥太郎
- 高橋和枝賞 - 井上喜久子
- Kid's Family賞 - 皮爾·柯芬
- 最多得票賞 - 神谷浩史（連續5年得獎，進入殿堂。）
- 聲優Awards特別賞 - A應P

### 第11回聲優獎得獎者
- 主演男優賞 - 神木隆之介
- 主演女優賞 - 上白石萌音
- 助演男優賞 - 大塚芳忠
- 助演女優賞 - 潘惠美
- 新人男優賞 - 伊藤節生、內田雄馬、小林裕介
- 新人女優賞 - 小澤亞李、千本木彩花、田中美海
- 歌唱賞 - 伊波杏樹、逢田梨香子、諏訪七香、小宮有紗、齊藤朱夏、小林愛香、高槻加奈子、鈴木愛奈、降幡愛（Aqours－LoveLive!Sunshine!!）
- 主持賞 - 花江夏樹
- 功勞賞 - 小林清志、清水真理、堀絢子
- synergy賞 - 你的名字。
- 富山敬賞 - 中尾隆聖
- 高橋和枝賞 - 島本須美
- Kid's Family賞 - 寵物當家
- 聲優Awards特別賞 - 能年玲奈

### 第12回聲優獎得獎者
- 主演男優賞 - 豐永利行
- 主演女優賞 - 黑澤朋世
- 助演男優賞 - 諏訪部順一
- 助演女優賞 - 大西沙織、佐倉綾音
- 新人男優賞 - 西山宏太朗、堀江瞬、八代拓
- 新人女優賞 - 七瀨彩夏、福緒唯
- 歌唱賞 - 動物Biscuits×PPP
- 主持賞 - 佐倉綾音、大西沙織
- 功勞賞 - 增岡弘、片岡富枝
- 富山敬賞 - 長
- 高橋和枝賞 - 富永美衣奈

### 第13回聲優獎得獎者
- 主演男優賞 - 內田雄馬
- 主演女優賞 - 三瓶由布子
- 助演男優賞 - 古谷徹、三宅健太
- 助演女優賞 - 芹澤優、東山奈央
- 新人男優賞 - 天崎滉平、石井馬克、落合福嗣、仲村宗悟
- 新人女優賞 - 石見舞菜香、楠木灯、林鼓子、本泉莉奈、本渡楓
- 歌唱賞 - 催眠麥克風
- 主持賞 - 諏訪部順一
- 功勞賞 - 緒方賢一、京田尚子
- synergy賞 - POP TEAM EPIC
- 富山敬賞 - 山口勝平
- 高橋和枝賞 - 金井美香
- Kid's Family賞 - TARAKO
- 外國電影、戲劇賞 - 森川智之、甲斐田裕子
- 遊戲賞 - 東山奈央
- 影響力賞 - 南條愛乃
- MVS賞 - 神谷浩史

### 第14回聲優獎得獎者
- 主演男優賞 - 花江夏樹
- 主演女優賞 - 古賀葵
- 助演男優賞 - 石川界人、古川慎
- 助演女優賞 - 種崎敦美
- 新人男優賞 - 大塚剛央、梶原岳人、醍醐虎汰朗、福原克己、矢野獎吾
- 新人女優賞 - 朝日奈丸佳、岡咲美保、島袋美由利、鈴代紗弓、菲魯茲·藍、森七菜
- 歌唱賞 - Roselia
- 主持賞 - 森久保祥太郎
- 功勞賞 - 矢田稔、高坂真琴
- synergy賞 - 鬼滅之刃
- 富山敬賞 - 水島裕
- 高橋和枝賞 - 深見梨加
- 外國電影、戲劇賞 - 山寺宏一、田中敦子
- 遊戲賞 - 酒井廣大
- MVS賞 - 神谷浩史
- 影響力賞 - 宮野真守

### 第15回聲優獎得獎者
- 主演男優賞 - 津田健次郎
- 主演女優賞 - 石川由依
- 助演男優賞 - 子安武人、島崎信長
- 助演女優賞 - 上田麗奈、鬼頭明里
- 新人男優賞 - 伊藤昌弘、小林千晃、土屋神葉
- 新人女優賞 - 逢來凜、市之瀨加那、杉山里穗、藤原夏海、和氣杏未
- 歌唱賞 - Walküre （超時空要塞Δ）
- 主持賞 - 安元洋貴
- 功勞賞 - 津嘉山正種、增山江威子
- synergy賞 - 音樂劇VOICARION IX 帝国声歌舞伎～信長の犬～
- Kid's Family賞 - 中川里江
- 富山敬賞 - 關俊彥
- 高橋和枝賞 - 榊原良子
- 外國電影、戲劇賞 - 山路和弘、小宮和枝
- 遊戲賞 - 從缺
- MVS賞 - 下野紘
- 影響力賞 - 小岩井小鳥
- 特別榮譽賞 - 鬼滅之刃

### 第16回聲優獎得獎者
- 主演男優賞 - 小野賢章
- 主演女優賞 - 緒方惠美
- 助演男優賞 - 立木文彦、中村悠一
- 助演女優賞 - 小松未可子、高橋李依
- 新人男優賞 - 市川蒼、川島零士、佐藤元
- 新人女優賞 - 相川奏多、赤尾光、稗田寧寧、矢野妃菜喜
- 歌唱賞 - 齊藤壯馬
- 主持賞 - 櫻井孝宏
- 功勞賞 - 麻上洋子、池水通洋
- synergy賞 - 新世紀福音戰士系列
- Kid's Family賞 - 津久井教生
- 富山敬賞 - 鈴村健一
- 高橋和枝賞 - 岩男潤子
- 外國電影、戲劇賞 - 楠大典、東條加那子
- 遊戲賞 - 賽馬娘 Pretty Derby
- MVS賞 - 下野紘
- 影響力賞 - 關智一
- 特別榮譽賞 - 龍與雀斑公主

### 第17回聲優獎得獎者
- 主演聲優賞 - 安濟知佳、江口拓也、種崎敦美
- 助演聲優賞 - 池田秀一、置鮎龍太郎、種崎敦美
- 新人聲優賞 - 梅田修一朗、直田姬奈、永瀨安奈、日向未南、若山詩音
- 歌唱賞 - 虹咲學園學園偶像同好會
- 主持賞 - 從缺
- 功勞賞 - 秋元千賀子、屋良有作
- synergy賞 - 咒術迴戰
- Kid's Family賞 - 大谷育江、松本梨香
- 富山敬賞 - 諏訪部順一
- 高橋和枝賞 - 川村萬梨阿
- 外國電影、戲劇賞 - 貫地谷栞、森川智之
- 遊戲賞 - 從缺
- MVS賞 - 江口拓也
- 影響力賞 - 花江夏樹
- 特別榮譽賞 - 燒窯的話也要馬克杯

### 第18回聲優獎得獎者
- 主演聲優賞 - 市之瀨加那、浦和希
- 助演聲優賞 - 阿座上洋平、石見舞菜香、能登麻美子
- 新人聲優賞 - 伊駒百合繪、榊原優希、戶谷菊之介、原菜乃華、羊宮妃那
- 歌唱賞 - 團結Band
- 主持賞 - 從缺
- 功勞賞 - 古川登志夫、山田榮子
- synergy賞 - THE FIRST SLAM DUNK
- Kid's Family賞 - 超級瑪利歐兄弟電影版
- 富山敬・高橋和枝賞 - 岡村明美、佐佐木望
- 外國電影、戲劇賞 - 高畑充希、村井國夫
- 遊戲賞 - 內田夕夜
- MVS賞 - 中村悠一
- 影響力賞 - 上坂堇

### 第19回聲優獎得獎者
- 主演聲優賞 - 岡咲美保、關俊彥
- 助演聲優賞 - 木內秀信、瀨戶麻沙美、東地宏樹、日笠陽子
- 新人聲優賞 - 石橋陽彩、鵜澤正太郎、七海弘希、林梨花、結川麻希
- 歌唱賞 - 鈴村健一
- 主持賞 - 從缺
- 功勞賞 - 岡本茉利、野田圭一
- synergy賞 - 機動戰士GUNDAMSEED系列
- Kid's Family賞 - 羽多野涉
- 富山敬・高橋和枝賞 - 保志總一朗、山崎和佳奈
- 外國電影、戲劇賞 - 內田真禮、菲魯茲·藍
- 遊戲賞 - 人中之龍8
- MVS賞 - 中村悠一
- 影響力賞 - 木村昴
- 特別榮譽賞 - 驀然回首

## 相關產品
官方為記念第一回聲優獎，於2007年10月19日發售廣播劇CD，售价2,940日元（含稅），由獲得主演賞、配角賞、新人賞的十名聲優獻聲。第二回聲優獎則是發行頒獎過程的DVD。